# Concedo nulli (beeld)
Concedo nulli is een sculptuur van Margot Homan in de Nederlandse stad Tilburg. Het werk herinnert aan Miet van Puijenbroek (1914-1999), textielarbeidster, vakbondsbestuurder en politicus.

## Achtergrond
Beeldhouwer Margot Homan kreeg in 2007 vanuit het Kunstenplan Openbare Ruimte Tilburg (KORT) de opdracht voor het maken van een beeld ter herinnering aan Miet van Puijenbroek, die een loopbaan had van textielarbeidster tot wethouder van Tilburg. Aan de hand van foto's maakte Homan een levensgroot beeld van Van Puijenbroek, dat vervolgens in gips werd gegoten. Daarna kon het hakwerk beginnen; Homan maakte de sculptuur uit een brok van 8 ton marmer in Pietrasanta. Het beeld toont Van Puijenbroek, komend vanuit de steen, met haar handen op een spreekgestoelte.
Homan koos voor de titel Concedo nulli, een Latijnse spreuk die ik wijk voor niemand betekent en bekendheid kreeg als de lijfspreuk van Erasmus. De naam verwijst naar de strijdbaarheid van Miet van Puijenbroek, die zich jarenlang heeft ingezet voor de ontwikkeling en positie van arbeidersvrouwen in een tijd waarin hun aandacht nog uit hoorde te gaan naar de drie k's: kerk, keuken en kinderen.
Het beeld is geplaatst bij de entree van het TextielMuseum in Tilburg en werd in 2009, tien jaar na het overlijden van Van Puijenbroek, op Internationale Vrouwendag onthuld.

## Beschrijving
Het beeld bestaat uit één brok wit marmer. De rechterzijkant heeft een bruinrode kleur, die is ontstaan door de inwerking van zand en regenwater. Aan de voorzijde is een vrouw ten voeten uit afgebeeld, met haar handen rustend op een blad. 
Een reliëf in de linkerkant van de steen verwijst naar de textielindustrie met een voorstelling van de drie schikgodinnen: Klotho, die de levensdraad spint, Lachesis. die de lengte van de levensdraad bepaalt en Atropos, die de levensdraad doorknipt. Aan de rechterzijde is in een tweede reliëf een opgehangen jas te zien, die is geweven van de levensdraad en daarmee symbool staat voor het geleefde leven.
Het beeld is aan de rechterzijde gesigneerd en gedateerd "MARGOTHOMAN SCULPSIT 2009".

## Detailfoto's

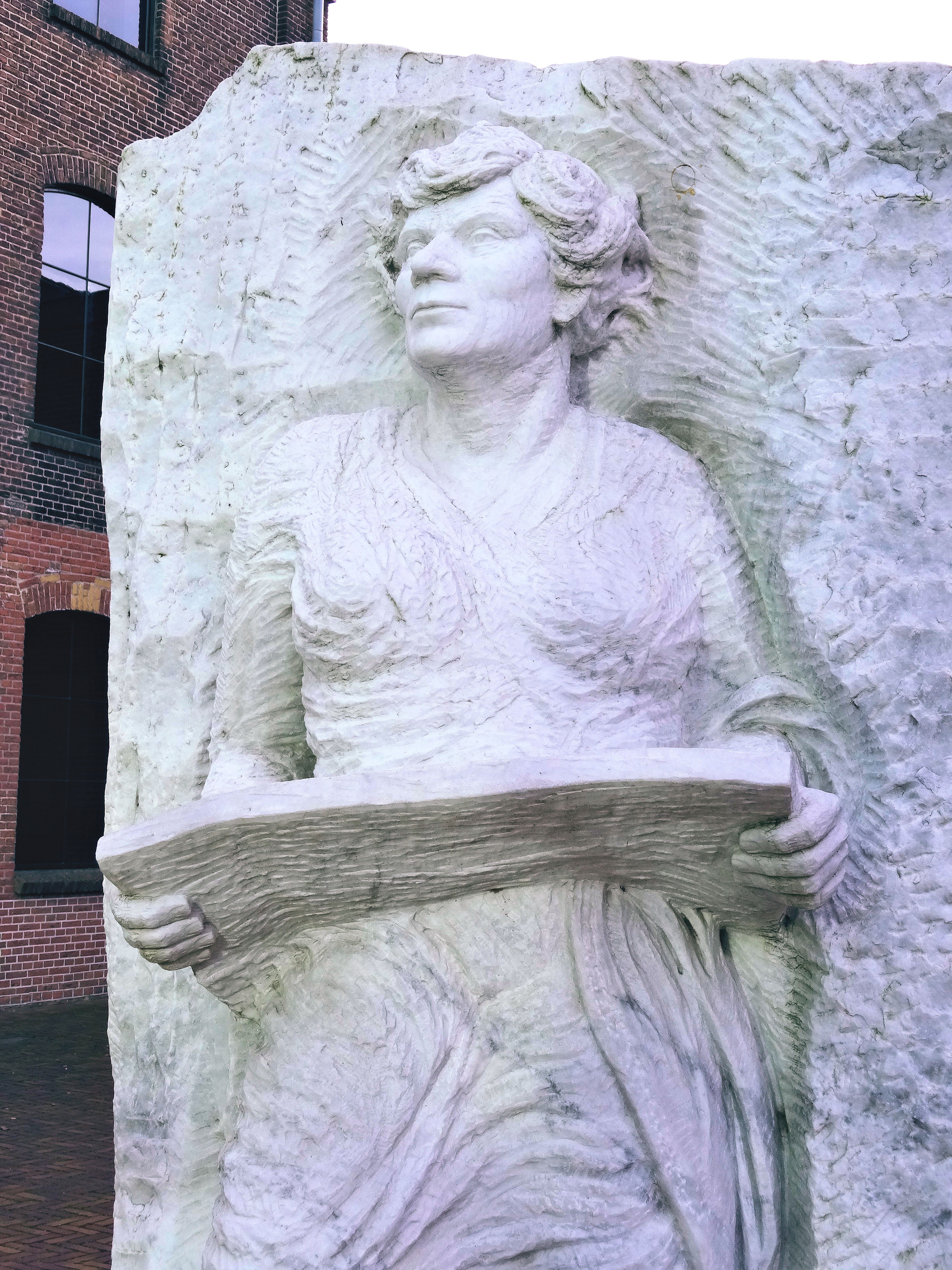
Detail van Van Puijenbroek
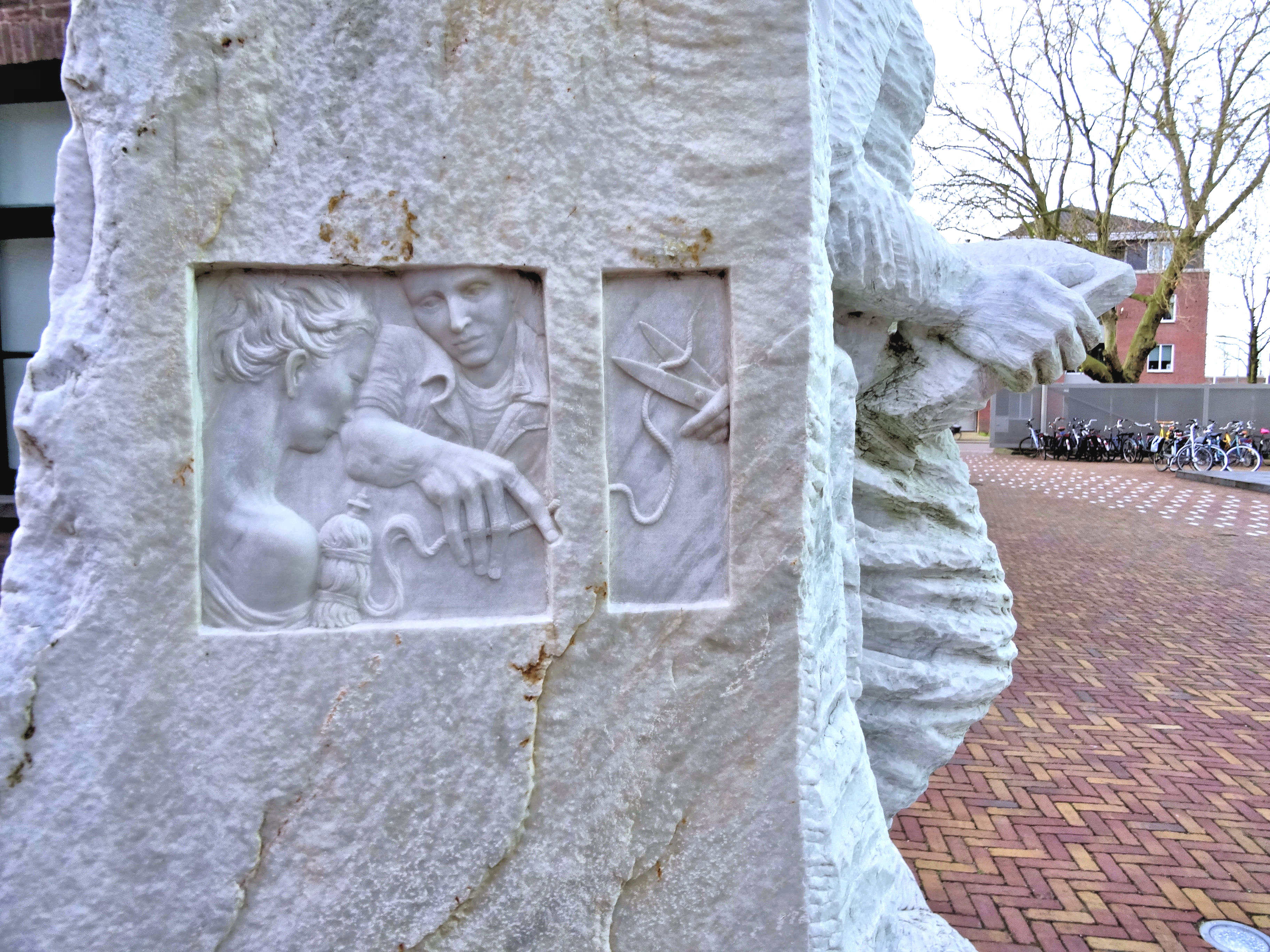
Reliëf van de schikgodinnen
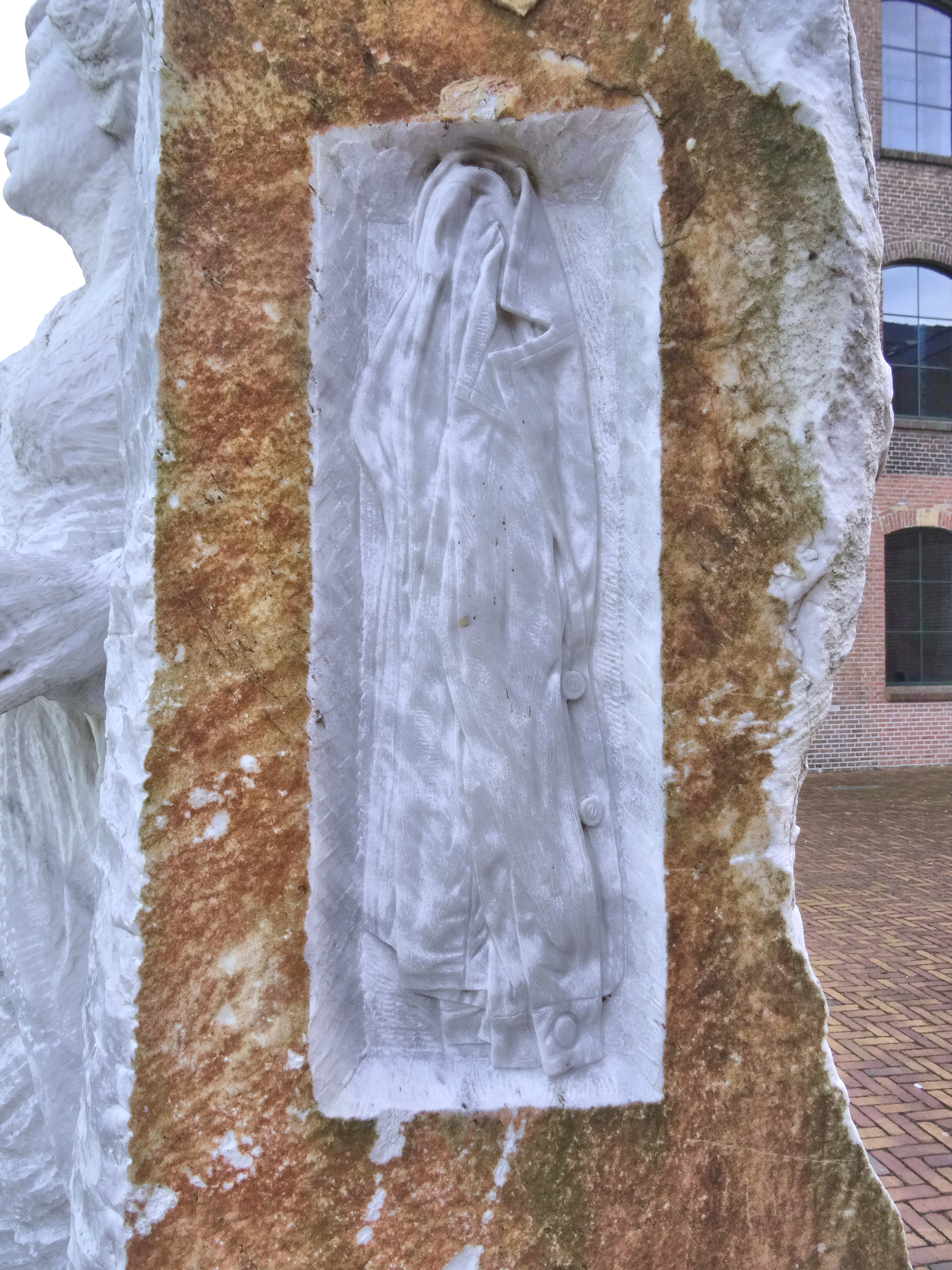
Reliëf van een opgehangen jas
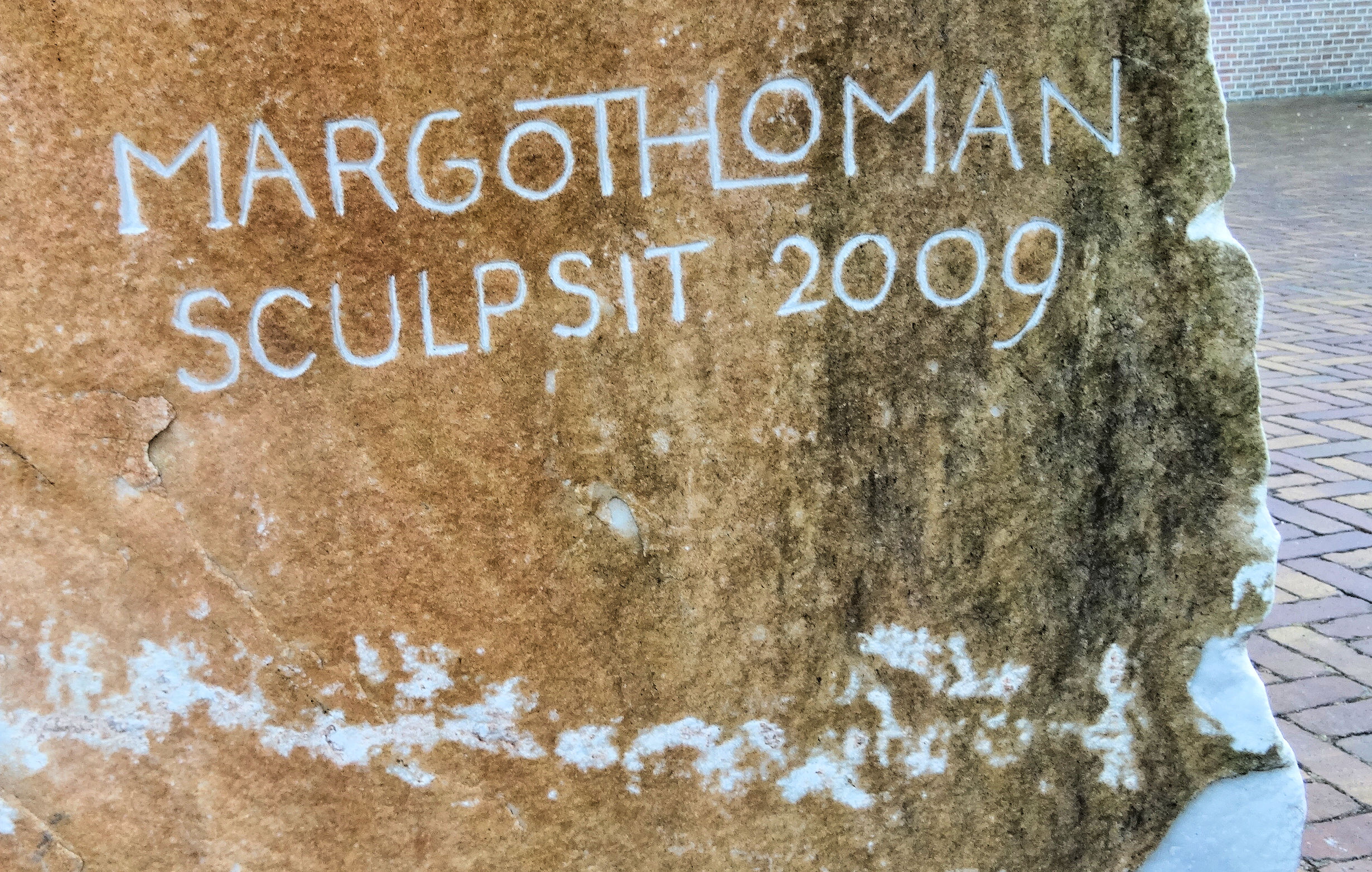
Signatuur en datering